# Họ Ếch phi tiêu độc
Ếch phi tiêu độc (danh pháp khoa học: Dendrobatidae) là tên gọi chung của một nhóm các loài ếch trong họ Dendrobatidae có nguồn gốc ở Trung và Nam Mỹ. Không giống như hầu hết các loài ếch, các loài này hoạt động ban ngày và thường có thân màu rực rỡ. Mặc dù tất cả các loài trong họ Dendrobatidae hoang dã ít nhất phần nào có độc, mức độ độc tính thay đổi đáng kể từ loài này sang loài khác và từ nhóm này sang nhóm khác. Nhiều loài đang cực kỳ nguy cấp. Những động vật lưỡng cư này thường được gọi là "ếch phi tiêu" do dân bản xứ da đỏ sử dụng các chất tiết độc của da các loài ếch này để tẩm độc đầu mũi phi tiêu thổi. Trên thực tế, trong số 179 loài, chỉ có ba loài đã được ghi nhận như đang được sử dụng cho mục đích này (chất nhựa cura ở các cây độc như Strychnos toxifera, Chondrodendron tomentosum thường được sử dụng nhiều hơn), và loài được sử dụng để tẩm độc mũi tên không thuộc về chi Dendrobates, là chi với các đặc trưng như màu sắc rực rỡ và các hoa văn phức tạp khác nhau trong các loài thuộc chi này.

## Phân loại
Họ Dendrobatidae này được phân chia thành các phân họ và chi như sau:
- Phân họ Colostethinae Cope, 1867: 61 loài
  - Chi Ameerega Bauer, 1986: 31 loài.
  - Chi Colostethus Cope, 1866: 21 loài.
  - Chi Epipedobates Myers, 1987: 6 loài.
  - Chi Silverstoneia Grant và ctv, 2006: 3 loài.
- Phân họ Dendrobatinae Cope, 1865: 58 loài
  - Chi Adelphobates Grant và ctv, 2006: 3 loài
  - Chi Dendrobates Wagler, 1830: 5 loài.
  - Chi Excidobates Twomey & Brown, 2008: 2 loài.
  - Chi Minyobates Myers, 1987: 1 loài.
  - Chi Oophaga Bauer, 1994: 9 loài.
  - Chi Phyllobates Duméril & Bibron, 1841: 5 loài.
  - Chi Ranitomeya Bauer, 1986: 33 loài.
- Phân họ Hyloxalinae (Grant và ctv., 2006): 58 loài
  - Chi Hyloxalus Jiménez de la Espada, 1870: 58 loài.